# Ulstein
Ulstein er en kommune på øen Hareidlandet i Sunnmøre i Møre og Romsdal. Den grænser i øst til Hareid kommune. Mod vest ligger økommunen Herøy. Mod sydøst, over Vartdalsfjorden, ligger Ørsta og Volda kommuner.
Kommunen Ulstein fik bystatus i 2000. 
Skibsindustrien dominerer kommunens økonomi, og de vigtigste virksomheder er Ulstein Værft, Rolls-Royce og Kleven Værft.
Udgravinger ved Osnes kirkegård viser tegn på at området har været beboet 5000 år tilbage i tiden.
Ulstein er kendt for fodboldholdet IL Hødd.
I kommunen findes også et godt dykkermiljø omkring Ulsteinvik og Hareid Dykkerklub.